# Спасителен отряд (филм, 2006)
„Спасителен отряд“ (на английски: The Guardian) е филм от 2006 г. с участието на Кевин Костнър и Ащън Къчър и режисиран от Андрю Дейвис. Филмът е посветен на Бреговата охрана на САЩ.
 Внимание:  Текстът по-долу разкрива сюжета на произведението (или части от него)!
Бен Рандъл (Кевин Костнър), легенда сред спасителите от морската брегова охрана, е изпратен да преподава на група от бъдещи спасители, след като членовете на неговия спасителен екип загиват по време на акция. Методите му на подготовка и преподаване са доста нестандартни и карат повечето от кандидатите за спасители в неговата група да се откажат. Един от кандидатите е шампионът по плуване Джейк Фишър (Ащън Къчър), който всячески се опитва да докаже, че е най-добрият. Въпреки всичко Фишър успява да се дипломира и е назначен като спасител в Бреговата служба.
Бен Рандъл, който след завършването на младежите от неговата група, се връща на предишната си работа, взима Джейк Фишър заедно със себе си на спасителна мисия в Кодиак, Аляска. По време на акцията Бен допуска поредица от грешки и само благодарение на Джейк двамата пострадали биват спасени. След мисията Бен напуска бреговата охрана. При друга мисия, в която спасител е Фишър той остава блокиран в пълнещ се с вода кораб, докато се опитва да спаси член на екипажа на кораба. Бен Рандъл е изпратен, за да извади Фишър от кораба, което прави, но загива по време на мисията.